# Cordillera del Panteón
La cordillera del Panteón es una subcordillera de las montañas del Pacífico de las montañas Costeras en la Columbia Británica. Está situada entre el borde de la meseta de Chilcotin con el lago Tatla al noreste y el río Klinaklini en el oeste, con el límite sudeste a lo largo del arroyo Mosley, un importante afluente del río Homathko. Su superficie es de 1930 km² y es extremadamente escarpada, con muchos picos glaciales afilados. 
Como se muestra en el mapa de la Enciclopedia Canadiense de las Montañas, la cordillera del Panteón está al norte de las Cordilleras de Waddington y Niut, lo que se corresponde con los mapas oficiales 1:50.000. 
Las cumbres más altas de la cordillera son el monte Vishnu 3008 m, el monte Astarte 2959 m y el monte Zeus 2982 m. La mayoría de los picos de la cordillera tienen nombres de dioses u otras deidades, por ejemplo, Thoth, Hermes, Polifemo, etc., de ahí el nombre. 
Inmediatamente al sur de la cordillera del Panteón está la cordillera Waddington, mucho más alta, que alberga el pico más alto de las Montañas Costeras, el monte Waddington, y al sur está la cordillera Whitemantle. Al sudeste, a través del arroyo Mosley, el principal afluente occidental del río Homathko, está la cordillera Niut, mientras que al sur de ella, a través del río Homathko, está el campo de hielo de Homathko y sus cordilleras. 
Al oeste, al otro lado del río Klinaklini, se encuentra el campo de Hielo Ha-Iltzuk, que es el más grande de los casquetes de hielo costeros de las montañas de la Costa Sur, más grande que el complejo de glaciares y picos de la cordillera Waddington o el campo de hielo Homathko. Al norte de la Cordillera del Panteón está el extremo noroeste de la cordillera Chilcotin, mientras que más al norte, más allá del nacimiento del Klinaklini, está la cordillera Arco Iris, que se encuentra en la meseta Chilcotin. 